# 속초공설운동장
속초공설운동장(束草公設運動場, Sokcho Public Stadium)은 대한민국 강원특별자치도 속초시에 있는 스포츠 시설이다. 인조잔디 필드가 갖춰진 축구 경기장으로, 2005년 12월에 준공되었다.

## 참고 문헌
- 《전국 공공체육 시설 현황 (2017년말 기준)》. 대한민국 문화체육관광부. 2019.